# فيسكونت مونك

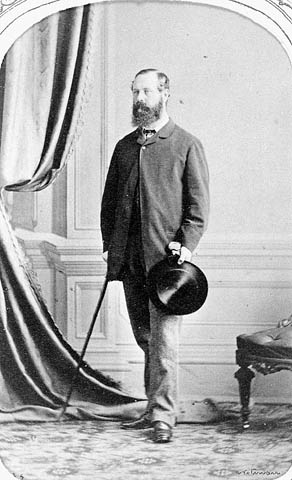
فيسكونت مونك

مونك، فيسكونت(بالإنجليزية: Charles Stanley Monck, 4th Viscount Monck)‏، (ولد في عام 1819- توفي في عام 1894م). كان أول حاكم عام لدومنيون كندا. كون اتحاد مجموعة مهاجري أمريكا الشمالية البريطانيين الدومنيين عام 1867م. عمل مونك حاكمًا عامًا حوالي عام، كما كان حاكمًا عامًا لأمريكا الشمالية البريطانية بين عامي 1861و 1867م حيث ساند بقوة حركة الانفصال الكندية أثناء تلك الفترة وهي الحركة التي أدت إلى تكوين الدومنيون. طلب من السير جون أ. ماكدونالد قائد الانفصال أن يعمل أول رئيس وزراء للدومنيون.
ولد تشارلز ستانلي مونك في تيبيراري ـ أيرلندا وأصبح الفيسكونت مونك الرابع عام 1849م. انتخب مونك الليبرالي في مجلس العموم البريطاني عام 1852م، وقد كان كبير أمناء الخزانة من عام 1855م حتى 1858م في الحكومة التي كان يرأسها الفيسكونت بالمرستون. منح مونك رتبة فارس عام 1869م.

## روابط خارجية
- فيسكونت مونك على موقع الموسوعة البريطانية (الإنجليزية)